# Семенюк Лідія Луківна
Лі́дія Лукі́вна Семеню́к (24 березня 1918 , Чернігів  — 20 грудня 2001 ) — український архітектор, член Спілки архітекторів України з 1951 року, лауреат премії Ради Міністрів СРСР (1971, за розробку проєкту та забудову експериментально-показового села Кодаки).

## Біографія
Лідія Семенюк народилася в Чернігові, де закінчила школу-десятирічку.

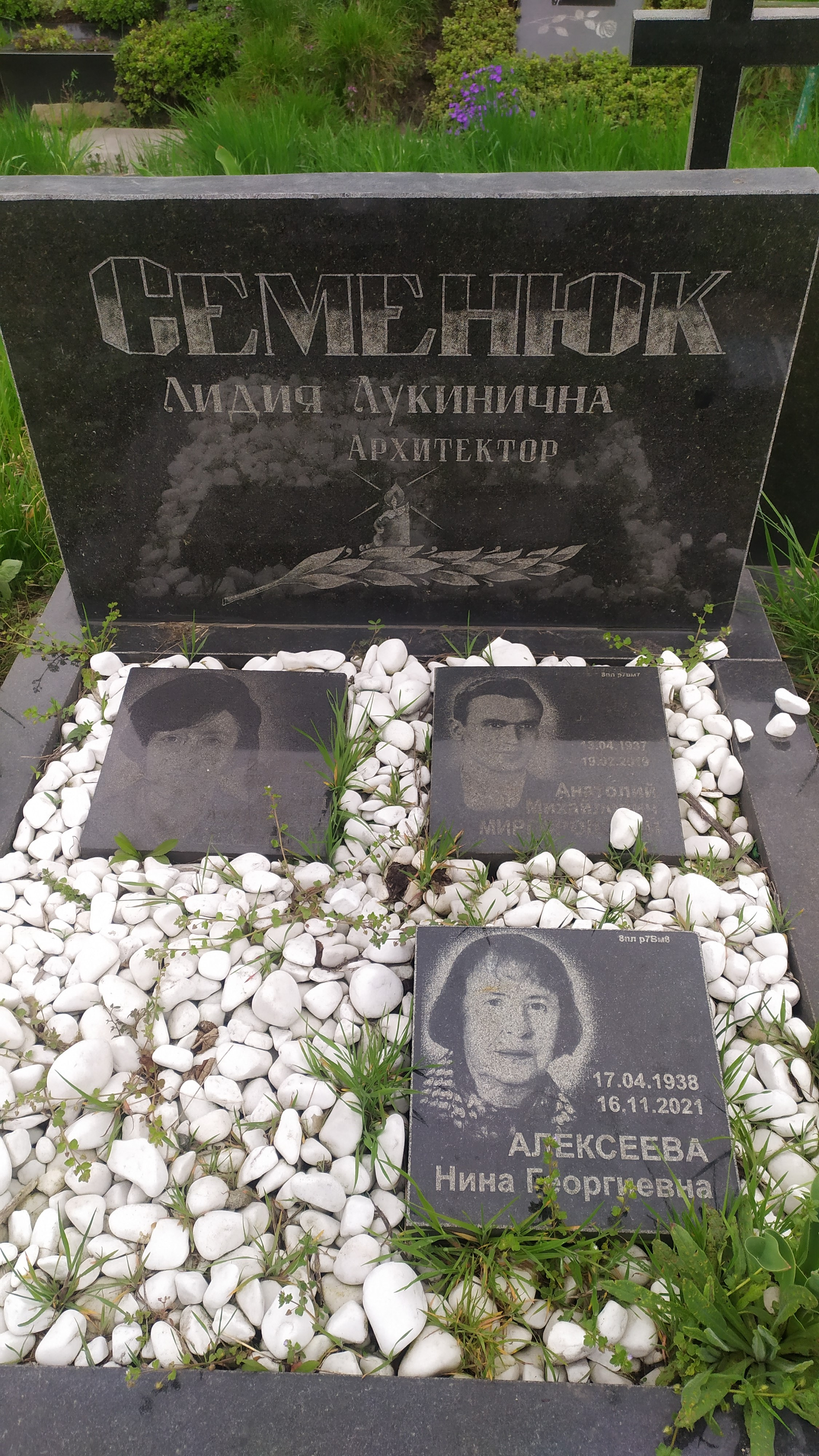
Могила Лідії Семенюк, Байкове кладовище

У 1935 році поступила на архітектурний факультет у Київський будівельний інститут. У 1941—1944 роках працювала в будівельних організаціях в евакуації, у м. Бійську, Алтайський край. Після визволення Києва повернулася в 1944 році до Києва та продовжила навчання в Київському інженерно-будівельному інституті, який закінчила в 1946 році.
З 1947 року працювала в проєктному інституті «Київський облпроект» (з 1955 року — Облміськсільбудпроект, з 1967 року — Укрміськбудпроект, з 1971 року — УкрНДІПцивільсільбуд) на посадах архітектора, головного архітектора проєкту, керівника архітектурної майстерні.
Нагороджена орденом «Знак Пошани» (1961), медалями. Померла 20 грудня 2001 року у Києві. Похована в колумбарії Байкового кладовища.

## Творчість
Лідія Семенюк є автором проєктів (у складі творчих колективів):
- будинок культури у Звенигородці (1948),
- кінотеатри в Чернігові та Ніжині (1949—1950),
- внутрішнє оформлення бібліотеки ЦК КПУ (1953),
- забудова нового ансамблю центральної площі в Переяславі (1954),
- житлові будинки у Києві на Волоській вулиці, 18, 20 (1956) та Повітрофлотському проспекту, 34/1 (1960);
- реконструкція головного корпусу Української сільськогосподарської академії у Києві (1959),
- станція Київського метрополітену «Університет» (1960)[1],
- Київська обласна клінічна лікарня: поліклініка на 1200 відвідувань, терапевтичний та хірургічний корпуси (1974—1975, спільно з Т. Д. Єлігулашвілі),
- експериментально-показове село Кодаки (1960–70-ті),
- забудова центральної площі м. Вишгорода (1979),
- реставрація дендропарку «Олександрія» у Білій Церкві (1980) та ін.

## Публікації
- Мельников М. М., Семенюк Л. Л. Лучшие сёла Украины: экспериментально-показательное село Кодаки. — М. : Стройиздат, 1975. (рос.)

## Зображення

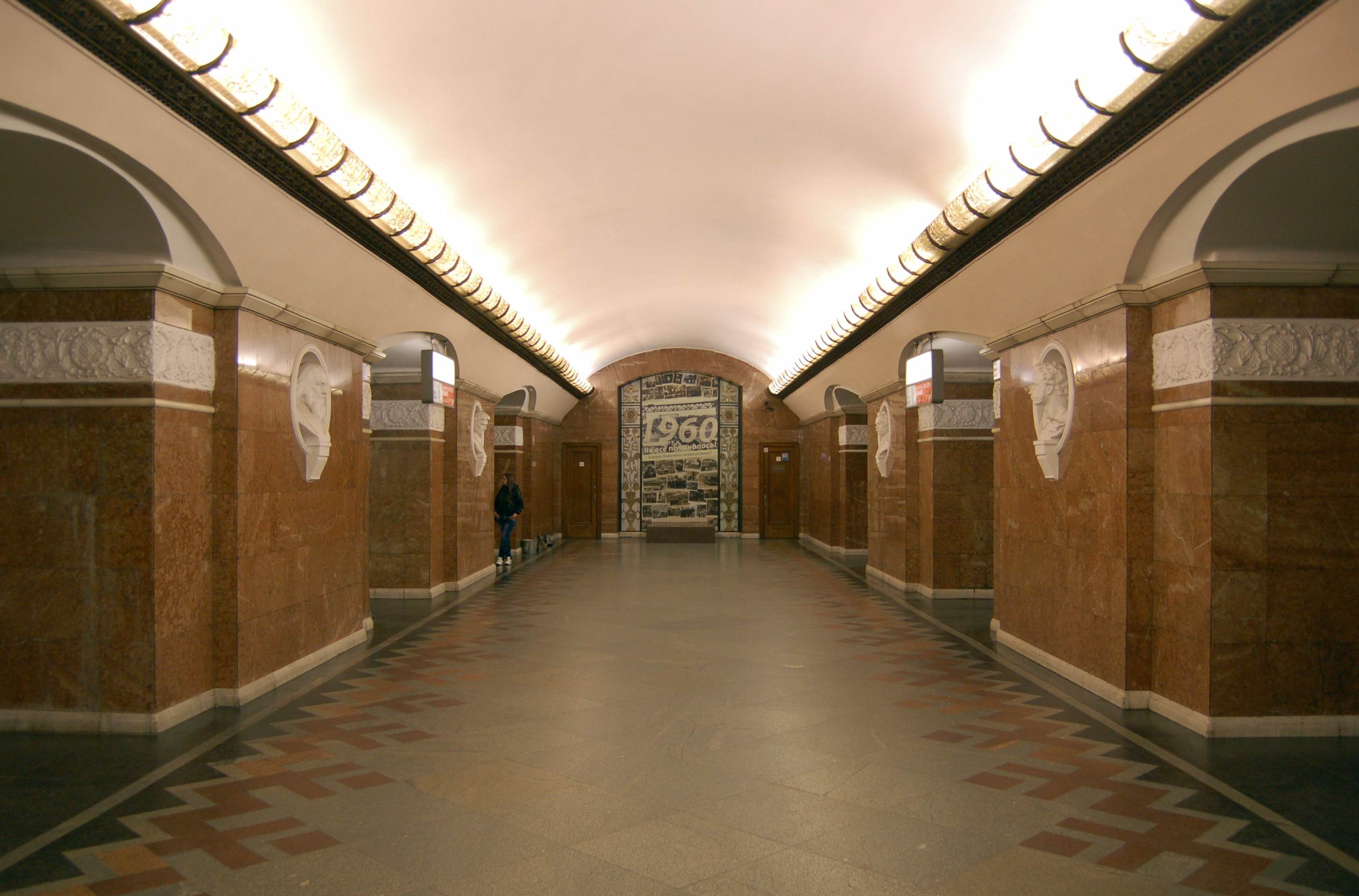
Станція метро «Університет»